# عادل هاشم القميري
عادل هاشم القميري  (و. – م) هو ضابط، وقائد عسكري من اليمن. ولد في محافظة تعز. يشغل منصب المفتش العام للقوات المسلحة اليمنية منذ 21 يناير 2017. تولى منصب قائد المنطقة العسكرية الثالثة (منذ 7 أكتوبر 2016 وحتى 21 يناير 2017)، وكان قبلها قائد المنطقة العسكرية الخامسة (اليمن).
يحمل رتبة عسكرية لواء.

## الخدمة العسكرية
خدم في القوات البرية اليمنية.

## القيادات
تولى قيادة:
- المنطقة العسكرية الثالثة (منذ 7 أكتوبر 2016- يناير 2017).[1]
- اللواء 115 مدرع (2012–)
- اللواء 125 مشاة (2010–2012)
- اللواء 101 مشاة (2007–2010).

| مناصب عسكرية          | مناصب عسكرية                                               | مناصب عسكرية         |
| --------------------- | ---------------------------------------------------------- | -------------------- |
| سبقه عبد الرب الشدادي | قائد المنطقة العسكرية الثالثة 7 أكتوبر 2016 -21 يناير 2017 | تبعه أحمد حسان جبران |
| سبقه                  | قائد المنطقة العسكرية الخامسة (اليمن) 19 ديسمبر 2015 -     | تبعه                 |